# گره (علوم رایانه)
در علوم رایانه، گره (به انگلیسی: Node) رکوردی است که از یک فیلد داده و همچنین از یک یا چند فیلد که پیوندی به دیگر گره‌ها هستند، تشکیل می‌شود. فیلدهای داده و پیوند معمولاً توسط اشاره‌گرها یا مراجع پیاده‌سازی می‌شوند. هر چند که جاسازی کردن داده‌ها به شکل مستقیم در گره هم بسیار رایج است. گره‌ها برای ساختن ساختار داده‌های پیوندی و سلسله‌مراتبی مانند لیست پیوندی، درخت و گراف استفاده می‌شوند. ساختار داده‌های بزرگ و پیچیده‌تر می‌توانند از گروهی از گره‌های بهم‌پیوسته تشکیل شوند. از لحاظ مفهومی، گره‌ها مشابه راس‌های تشکیل‌دهنده یک گراف هستند.

## مثال‌هایی از پیاده سازی به شبه‌کد
گره زیر از یک فیلد برای ذخیره کردن داده‌ها و از یک فیلد پیوندی به نام next تشکیل شده‌است:
```
 
record
 
SinglyLinkedNode
 {
    next, 
// A reference to the next node

    data 
// Data or reference to data

 }
```

فیلد پیوندی اشاره‌گری به گره بعدی است. سه نمونه از چنین گرهی تشکیل یک لیست پیوندی را می‌دهند:
گره زیر شامل دو فیلد پیوندی است:
```
 
record
 
DoublyLinkedNode
 {
    previous, 
// A reference to the previous node

    next, 
// A reference to the next node

    data 
// Data or reference to data

 }
```

سه نمونه از گره بالا تشکیل یک لیست دوپیوندی با طول ۳ را می‌دهند:
همچنین یک پیاده‌سازی رایج دیگر گرهی با دو اشاره‌گر به فرزندهای چپ و راست و همچنین اشاره‌گری به گره والد است:
```
 
record
 
BinaryNode
 {
    parent, 
// A reference to the parent node                                

    left_child, 
// A reference to the left child node

    right_child, 
// A reference to the right child node

    data 
// Data or reference to data

 }
```